# K.Gollahalli, Kanakapura
K.Gollahalli là một làng thuộc tehsil Kanakapura, huyện Ramanagara, bang Karnataka, Ấn Độ.